# 路易莎縣 (維吉尼亞州)
路易莎縣（英語：Louisa County）是美国弗吉尼亚州中部的一個郡，面積1,323平方公里。根據2020年美國人口普查，共有人口37,596人。縣治路易莎（Louisa）。該縣成立於1742年5月6日，縣名紀念英王喬治二世的幼女、丹麥國王弗雷德里克五世的王后路易莎公主。